# Idir Ouali
Idir Ouali (Roubaix, 1988. május 21. –) francia-algériai labdarúgó, a török Hatayspor középpályása.